# ANOTHER:WORLD (柴咲コウの曲)
「ANOTHER:WORLD」（アナザーワールド）は、柴咲コウの25枚目のシングル（RUI、KOH+名義含む）。2012年6月13日にNAYUTAWAVE RECORDSから発売された。表題曲はフジテレビ系土ドラ「未来日記-ANOTHER:WORLD-」主題歌。今作より、柴咲の英字表記が「Ko Shibasaki」となった。

## 収録曲
1. ANOTHER:WORLD
作詞：柴咲コウ、作曲・編曲：Hisashi Nawata
2. アドラスティアの抵抗
作詞：柴咲コウ、作曲・編曲：Syunsuke Watanabe
3. ANOTHER:WORLD -ANOTHER:FUTURE Remix-　※通常盤のみ収録
4. ANOTHER:WORLD -Instrumental-

## 収録アルバム
ANOTHER:WORLD
- 『リリカル*ワンダー』
- 『KO SHIBASAKI ALL TIME BEST 詩』

## 試聴(公式)
- ANOTHER:WORLD （ミュージックビデオ） - YouTube